# Франческа Деїдда
Франческа Деїдда (італ. Francesca Deidda, 16 січня 1992) — італійська синхронна плавчиня.
Учасниця Олімпійських Ігор 2016, 2020 років.
Призерка Чемпіонату світу з водних видів спорту 2019 року.
Призерка Чемпіонату Європи з водних видів спорту 2018 року.